# 보은 고봉정사
보은 고봉정사(報恩 孤峰精舍)는 충청북도 보은군 마로면 관기리에 있는 건축물이다. 1984년 12월 31일 충청북도의 기념물 제51호로 지정되었다.

## 개요
조선 중기 김정이 학문을 연마하고 즐기던 곳에 최수성이 고봉정을 세웠다. 이름은 김정이 삼파연류봉을 고봉이라고 하고 올라가 즐긴데서 비롯되었으며, 중종 14년(1519) 기묘사화 이후에는 구수복이 은거하면서 학문을 연마하였다. 그 뒤 정자가 낡자 구수복의 5세손인 이천이 봉우리 아래로 옮겨 지으면서 지금의 건물로 세웠다 한다.
김정(1486∼1520)은 조선 전기 문신으로 중종 2년(1507) 문과에 장원으로 급제하여 병조정랑, 이조정랑 등을 거쳐 이조참판, 형조판서 등을 역임하였다. 사림의 대표적 인물로서 왕도정치의 실현을 위해 노력하였는데, 이를 위해 미신타파, 향약의 실시 등을 추진하였다.
최수성(1487∼1521)은 조선 전기 선비화가로 김굉필에게 배웠으며 신진 사림파 학자로 조광조, 김정 등과 교유하였다.
구수복(1491∼1545)은 중종 5년(1510) 과거에 급제하여 벼슬길에 올랐고 1519년 기묘사화 후 파직되었으며 김정 등과 도의로써 사귀었다. 경학에 몰두하여 많은 후진을 양성하기도 하였다.
건물은 앞면 3칸·옆면 2칸 규모로 지었고 1981년 해체·보수하여 고봉사, 관리사, 창고, 삼문 등을 새로 지었다. 정자 현판은 우암 송시열이 쓴 것이다.

## 현지 안내문
정사는 대개 이름높은 선비가 벼슬길에 나서지 않거나 또는 벼슬을 하다가도 향리나 경승지에 은거하면서 청소년들을 뽑아 학문과 수신의 도를 가르치던 일종의 사학교육시설이다.
이 정사는 조선 중종 14년(1519) 기묘사화때 벼슬을 버리고 낙향한 문정공 원정 최수성 선생이 건립하여 문간공 충암 김정, 병암 구수복 선생 등과 한때 시를 읊으며 강학하던 곳이라고 전한다.
원정은 당시 명망높은 학자로서 시문 서화 음률 수학에 뛰어났으나, 중종 16년(1521) 신사무옥에 관련되어 사형되었으며, 후에 영의정으로 추증되었으며 병암은 이조좌랑을 지내고 부제학에 추증되었다.
그후 병암은 5대손 구일봉이 삼파연루봉 정상에 퇴락되어 있던 것을 이곳으로 옮겼다고 한다.
소규모의 팔작집으로 현판은 우암 송시열의 글씨이다.

## 같이 보기
- 최수성

## 참고 자료
- 보은 고봉정사 - 국가유산청 국가유산포털